# Zicavo
Zicavo település Franciaországban, Corse-du-Sud megyében. Lakosainak száma 208 fő (2022. január 1.). Zicavo Aullène, Ciamannacce, Corrano, Cozzano, Guitera-les-Bains, Olivese, Quenza, Sampolo, Serra-di-Scopamène, Tasso, Solaro és Chisa községekkel határos.

## Népesség
A település népessége az elmúlt években az alábbi módon változott:
| Lakosok száma | 404  | 269  | 245  | 244  | 232  | 228  | 229  | 225  | 219  | 208  |
|               | 1968 | 1982 | 1990 | 2006 | 2013 | 2015 | 2017 | 2019 | 2020 | 2022 |